# 蔡陆军
蔡陆军（1968年7月16日—），河北肥乡人，中華人民共和國持不同政见作家。

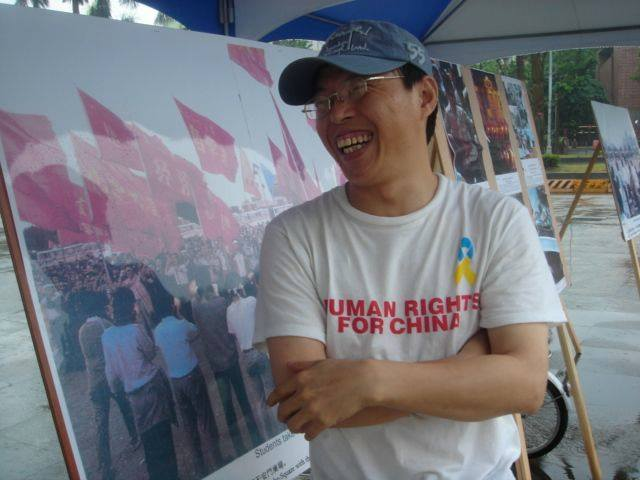
蔡陆军

## 生平经历
蔡陆军出生于河北省肥乡县。他是一名自由撰稿人并拥有一家外贸公司。他只读完了中学。
蔡陆军被指控以笔名“盼民主”在互联网上发表了一系列文章批评中国政府。2003年2月22日，蔡陆军被软禁。2003年10月30日河北省石家庄市中级人民法院以煽动颠覆国家政权罪判处蔡陆军有期徒刑三年。，蔡陆军成为第一个在互联网上发表文章被逮捕的中国大陆人。
2006年，蔡陆军被释放。2007年蔡陆军流亡到台湾并寻求政治庇护。现居台湾。